# کی کوساکابه
کی کوساکابه (انگلیسی: Kie Kusakabe؛ زادهٔ ۱ ژانویهٔ ۱۹۷۸) جودوکار اهل ژاپن بود.